# Ralston Hall
Ralston Hall es una mansión ubicada en Belmont, una ciudad del área de la bahía de San Francisco en California (Estados Unidos). Fue la casa de campo de William Chapman Ralston, un hombre de negocios de San Francisco, fundador del Bank of California y financista de Comstock Lode. Es una opulenta villa de estilo italiano, modificada con toques de neogótico carpintero y detalles victorianos. Es un Monumento Histórico de California y está designado Monumento Histórico Nacional. Ahora es parte de la Universidad de Notre Dame de Namur.

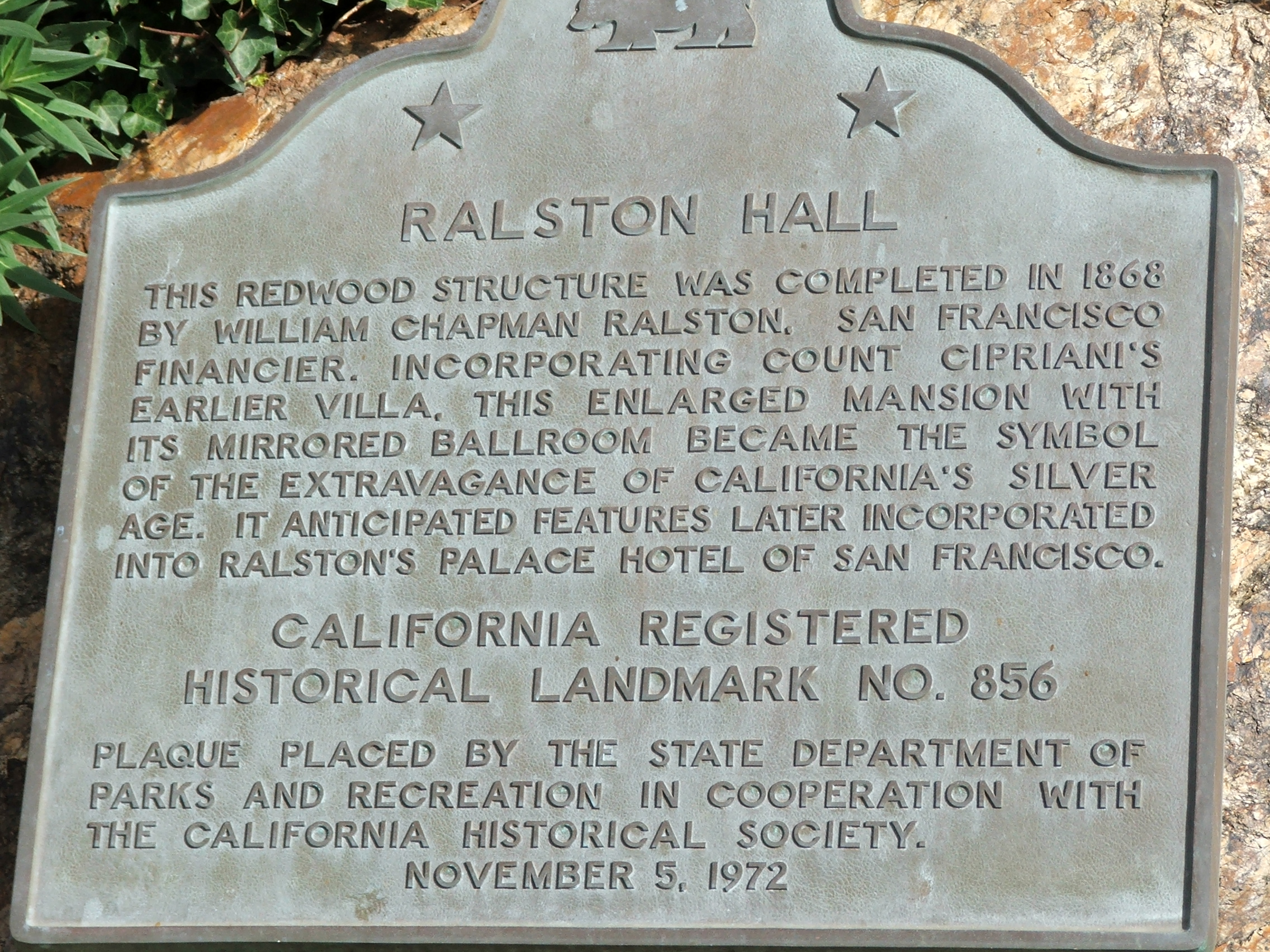

## Historia
Originalmente, la mansión fue construida para el Conde Leonetto Cipriani en 1853. La casa original era una "casa estilo villa italiana de dos pisos, con masas asimétricas, soportes de cuevas de estilo italiano, barcazas de encaje y una torre". Parte de la casa original permanece en el ala este. En 1864, Cipriani vendió el edificio a William Chapman Ralston.
En 1864, William Chapman Ralston compró la villa. Ralston era un hombre de negocios y emprendedor de San Francisco que creó el Bank of California. Durante los años siguientes, Ralston amplió el edificio y los terrenos, y creó una de las “primeras casas palaciegas en la Península”. Recibió a muchos invitados en la mansión, incluidos el almirante David Farragut, el vicepresidente Schuyler Colfax, Leland Stanford, Mark Hopkins, Anson Burlingame, James Flood y Mark Twain.
Después de que Ralston terminó de ampliar la mansión, “parecía un hotel con amplios interiores arquitectónicos de la época victoriana; grandes espacios de entretenimiento en el piso principal; Pilastras, molduras, columnas, arcos interiores, escaleras y muebles de diseño renacentista europeo; un salón de baile remodelado, salón de recepción y comedor; sistema de ventilación de última generación; vidrio en relieve importado en tragaluces, puertas y ventanas; y habitaciones pintadas decorativamente ”.
Ralston llamó a la finca "Belmont", y esto finalmente se convirtió en el nombre de la ciudad que rodea la finca. Fuera de la mansión, la finca tenía una "cochera de piedra, graneros, una bolera, invernaderos, cuarto de servicio y un gimnasio con baños turcos". La finca fue construida para ser autosuficiente, con innovadores sistemas de gas y agua. Se construyó un depósito en la propiedad en 1870.
En 1875, cuando Ralston mismo murió y terminó la era Ralston de la finca. Antes de su muerte, Ralston cedió la herencia al senador William Sharon, su socio comercial.
Sharon heredó la mansión en 1875. No vivía en la mansión, pero la mantenía y la usaba para entretenerse. Ulysses S. Grant visitó durante este tiempo en 1879, dos años después de su presidencia. En 1885, Sharon murió. Su familia mantuvo la mansión hasta 1895.
Después de la familia Sharon, la mansión se usó como una niña que terminaba la escuela desde 1895 hasta 1898, llamada Radcliffe Hall. Entonces fue un sanatorio desde 1900 hasta 1918, llamado Sanatorio Gardner.
El sanatorio cerró después de la Primera Guerra Mundial. Luego, en 1922, las Hermanas de Notre Dame de Namur compraron la mansión como ubicación para su universidad. La mansión sigue siendo propiedad de la Universidad de Notre Dame de Namur en la actualidad.
En 1966, Ralston Hall fue designado Monumento Histórico Nacional y en 1972, se convirtió en un Monumento Histórico registrado en California.
Para ayudar a asegurar su preservación, la ciudad de Belmont encargó a un historiador de la arquitectura en 2016 que realizara una evaluación de la importancia histórica de Ralston Hall.
Entre sus hallazgos se encuentran que la mansión “conserva su integridad histórica, ubicación, diseño, entorno, materiales, mano de obra, sentimiento y asociación” (con William Chapman Ralston de 1864 a 1875). Una de las primeras casas palaciegas de la península, también destaca por su arquitectura.

## Arquitectura
Ralston Hall Mansion se encuentra en el campus de la Universidad de Notre Dame de Namur, en la península de San Francisco. La mansión se ha construido alrededor de la villa del Conde Leonetto Cipriani, el antiguo propietario de la finca. La construcción tardó tres años y se completó en 1867, cuando los líderes de San Francisco y los primeros ciudadanos tenían grandes casas de verano en la Península, una parte integral de la alta sociedad de San Francisco. Se cree que trabajó en él el arquitecto John Painter Gaynor, que más tarde trabajó con Ralston en el Palace Hotel en San Francisco. Varios de los elementos de diseño de Ralston Hall Mansion se copiaron en el diseño del Palacio.
El Salón es de cuatro pisos, tiene 5110 m², con un comedor señorial, un salón de baile con espejos en la tradición de Versalles, un palco inspirado en los de la Ópera Garnier de París, una gran escalera, 23 candelabros de cristal y pisos de madera con incrustaciones. Ralston admiraba mucho el Palacio de Versalles e incorporó varios de los elementos del palacio en su diseño de la mansión. La mansión tiene una serie de elegantes salas de estar y salones. La sala de música oriental tiene un juego de sillas y bufés chinos para la merienda inglesa. Ralston Hall alberga una colección de antigüedades acumuladas por Ralston, incluidas algunas valiosas pinturas de Thomas Hill.
Los terrenos de la mansión contienen numerosos jardines, una gruta de piedra y un jardín de bambúes de 150 años.

## Usos
Tras la muerte de Ralston, la herencia pasó a su antiguo socio comercial, el senador de Nevada William Sharon, cuya familia vivía en la casa. La boda de Flora, la hija de Sharon, con el inglés Thomas George Fermor-Hesketh fue uno de los últimos eventos sociales elaborados de la época, que tuvo lugar en el salón de baile de la mansión. Tras la muerte de la senadora Sharon en 1885, la mansión se convirtió en Radcliffe Hall, una escuela para niñas. De 1900 a 1922, fue el Sanatorio Gardner.
Desde 1922, Ralston Hall ha estado en el campus de la Universidad de Notre Dame de Namur, anteriormente el Colegio de Notre Dame. Antes de su cierre en 2012, la mansión contenía algunas de las oficinas administrativas y de la facultad de la universidad, como la oficina de admisiones. También se utilizó para algunos de los eventos de la universidad, como "producciones teatrales, conciertos, recitales, conferencias invitadas, reuniones y foros de estudiantes, profesores y personal". La mansión también se usó para bodas, galas y otros eventos diversos. Además, estaba abierto para visitas públicas.
Algunas de las personas notables que se han entretenido en Ralston Hall incluyen el presidente de Estados UnidosUlysses S. Grant, el almirante David Farragut, Leland Stanford y Mark Hopkins.

## Proyecto de renovación
En 2012, una empresa de ingeniería informó a la Universidad de Notre Dame de Namur (NDNU) que, a pesar del estado relativamente bueno de la casa, “no podía garantizar la seguridad de los ocupantes del edificio en caso de un terremoto en la falla de San Andrés”. En abril de 2012, el edificio ha estado cerrado, pendiente de renovación.
Entre el trabajo requerido, que de hecho es sustancial, se encuentra el "reemplazo o modernización, según sea necesario, de toda la base de mampostería", y el "nuevo techo, remoción y reemplazo del revestimiento existente y reemplazo localizado del piso" de los pisos superiores. Se estima que las reparaciones costarán al menos 12 millones de dólares.
A partir de febrero de 2019, NDNU decidió suspender el proyecto de renovación de Ralston Hall para centrarse en la recaudación de fondos para la escuela. El proyecto ha sido "puesto en una suspensión 'indefinida'", aunque es posible que la modernización se reanude en algún momento. La estructura se conservará hasta que comience la renovación.